# Paralongicyatholaimus minutus
Paralongicyatholaimus minutus är en rundmaskart. Paralongicyatholaimus minutus ingår i släktet Paralongicyatholaimus, och familjen Cyatholaimidae. Arten är reproducerande i Sverige.